# 魏良臣 (明朝)
魏良臣（1545年—？），字以忠，號肖恪，福建建寧府甌寧縣（今福建建瓯市）人，民籍，明朝政治人物。

## 生平
隆庆元年（1567年）丁卯科福建鄉試第十名舉人。隆慶五年（1571年）登辛未科會試第三百九十八名，第三甲第二百七十四名進士。通政司觀政，授任直隶崇明县知县，丁憂歸。万历五年（1577年）复除溧阳县。九年升南京工部主事，十年升郎中，万历十四年（1586年）任广西南宁府知府，十九年丁憂歸。二十一年复除郧阳府知府，二十三年二月升广西按察司副使，提督学政，卒于官。

## 家族
曾祖父魏多歷；祖父魏韎；父魏文亨，母鄭氏。重庆下。